# 2-га бронетанкова дивізія (Велика Британія)
2-га бронета́нкова диві́зія а́рмії Великої Британії (англ. 2nd Armoured Division (United Kingdom) — військове з'єднання зі складу бронетанкових військ Британської армії, що брала участь у бойових діях Другої світової війни. Розгромлена у квітні 1941 Е.Роммелем у битві за Тобрук.
Створення дивізії обговорювалося з початку 1939 року з наміром сформувати її шляхом поділу 1-ї бронетанкової дивізії. Через брак танків це рішення відкладалося до грудня 1939 року. Протягом короткого періоду після створення дивізії не було виділених підрозділів, поки до неї не було додано 1-шу легку бронетанкову бригаду зі складу 1-ї бронетанкової дивізії та 22-гу важку бронетанкову бригаду від Південного командування.
На початку 1940 року 1-ій бронетанковій дивізії було надано пріоритет у забезпеченні озброєнням і військовою технікою, залишивши 2-гу бронетанкову дивізію недостатньою та оснащеною переважно легкими танками. Після битви за Францію, через загрозу німецького вторгнення до Сполученого Королівства, пріоритет у забезпеченні технікою перейшов до 2-ї бронетанкової дивізії, яка була доведена до штатної чисельності. План полягав у тому, щоб використати дивізію для контратаки на флангах німецьких сил вторгнення. У серпні 1940 року бронетанковий полк зі складу дивізії був передислокований до Єгипту і переданий 7-й бронетанковій дивізії, але його замінили іншим. У жовтні було вирішено перекинути решту дивізії до Єгипту, як підкріплення командування на Близькому Сході.
Перед відходом до Єгипту дивізія обмінялася бригадами з 1-ю бронетанковою дивізією. Оскільки отримана в обмін бригада складалася лише з одного бронетанкового полку, чисельність дивізії скоротили до трьох бронетанкових полків. Після прибуття до Єгипту в грудні 1940 року дивізія була ще більше скорочена, щоб забезпечити підтримку операції «Люстре», перекидання експедиційного корпусу до Греції. До складу окремих підрозділів входило 2/3 танків дивізії, батальйон піхоти та артилерійська підтримка. Потім залишки дивізії перемістилися до провінції Киренаїка в італійській Лівії, яка була завойована під час операції «Компас». Решта танків дивізії були зношені; вони були доповнені захопленими трофейними італійськими моделями, які все одно були старими. У березні німецько-італійська контратака призвела до знищення дивізії та вигнання британців з Киренаїки, за винятком Тобрука. Історики сходяться на думці, що дивізія мало що могла зробити, щоб запобігти цьому, враховуючи обставини, коли вона була недостатньо оснащена, погано забезпечена, не мала належної підготовки, а також не мала належного зв'язку і нечітку структуру командування.

## Історія
2-га бронетанкова дивізія була створена 15 грудня 1939 року на чолі з генерал-майором Фредеріком Готблеком. Готблек приєднався до Королівського танкового корпусу в 1916 році, а до 1918 року він став армійським експертом з німецьких танків. У 1930-х роках його відправляли до Німеччини, де він був свідком розвитку німецьких бронетанкових сил і розповідав про нього. Після початку Другої світової війни у вересні 1939 року він був старшим радником Британського експедиційного корпусу з питань бронетехніки.
До наступного місяця до дивізії не передали жодних підпорядкованих частин, доки 1-ша легка бронетанкова бригада не була передана з 1-ї бронетанкової дивізії (раніше Мобільна дивізія), а 22-га важка бронетанкова бригада була передана з Південного командування. За призначенням дивізії 1-ша легкоброньована бригада складалася з трьох бронетанкових полків: 1-го королівського драгунського гвардійського, 3-го і 4-го королівських власних гусарських полків. 22-га важка бригада складалася з королівських глостерширських гусар, а також 3-го і 4-го полків графства Лондона йоменів (стрільців).
Бойовий склад — номінальна повна чисельність воєнного часу — легкотанкової бригади складала 108 легких танків і 66 крейсерських танків. Бойовий склад важкої бронетанкової бригади становив 157 крейсерських танків. Британська доктрина визначала легкі танки як розвідувальні машини, озброєні лише кулеметами. Крейсерські танки були швидкохідними, більш броньованими, оснащеними як кулеметом, так і протитанковою гарматою. Основна роль крейсерського танка полягала у веденні бою та знищенні бронетанкових сил противника. Його основна зброя, 2-фунтова протитанкова гармата, комплектувалася тільки бронебійними снарядами. Це означало, що крейсерські танки були неефективними проти піхоти, що окопалася, або при придушенні ворожої артилерії. Незважаючи на військову базу, у січні 1940 року дивізія налічувала лише 77 легких танків «Віккерс».
На початку 1940 року з метою набуття повних бойових спроможностей, 1-й бронетанковій дивізії було віддано пріоритет у комплектуванні технікою, в контексті її підготовки до відправлення до Франції. Чисельність 2-ї бронетанкової дивізії збільшувалася повільно, і вона не була відразу забезпечена крейсерськими танками. 14 квітня 1-ша легка бронетанкова бригада стала 1-ю бронетанковою бригадою, а 22-га важка танкова бригада була перейменована на 22-гу бронетанкову бригаду. Озброєння полків і бригад мало бути однорідним, кожна бригада мала 166 крейсерських танків. Загалом, включаючи танки, приписані до штабних підрозділів, бронетанкова дивізія мала у своєму складі тепер 340 танків, 16 25-фунтових польових гармат-гаубиць і 24 2-фунтові протитанкові гармати. До травня у складі 1-ї бронетанкової бригади дивізії лічився 31 легкий танк. 22-га бронетанкова бригада не мала справних танків і обходилася вантажівками. Дивізія мала дві 25-фунтові гармати, доповнені чотирма застарілими 18-фунтовими польовими гарматами часів Першої світової війни, чотирма гаубицями QF 4,5 дюйма аналогічного зразка та двома протитанковими гарматами.
До жовтня 1940 року загроза німецького вторгнення відпала й британці могли виділити додаткові сили для Середземноморського та Близькосхідного театру дій, зокрема надіслати туди 2-гу бронетанкову дивізію. Перед відправкою 22-га бронетанкова бригада була обміняна на 3-тю бронетанкову бригаду 1-ї бронетанкової дивізії. 3-тя бронетанкова бригада складалася лише з одного полку — 5-го королівського танкового полку. Наприкінці жовтня дивізія вирушила з Ліверпуля для розміщення на судна конвою W.S. 4а.

### Прибуття на Близький Схід
Через надзвичайно складну обстановку в акваторії Середземного моря, конвою довелося пливти навкруги Африки, в результаті конвой обійшов мис Доброї Надії та прибув до Суеца наприкінці грудня. Дивізія прибула до Єгипту лише з трьома бронетанковими полками: 4-м, 3-м і 5-м. У січні 1941 року, після прибуття дивізії до Єгипту, підрозділи 1-го бронетанкового полку були оснащені бронеавтомобілями Marmon-Herrington Mk II. Загалом технічний стан бронетехніки дивізії був у жахливому становищі.
5 січня Тіллі загинув у авіакатастрофі. 12 лютого 1941 року його змінив генерал-майор Майкл Гамб'є-Паррі.
Поки дивізія прямувала до Єгипту, була розпочата операція «Компас». На той час, коли дивізія прибула, в результаті британського наступу було захоплено італійську лівійську провінцію Киренаїка й 10-та італійська армія перебувала на межі повного розгрому. Британці вважали, що їхнім здобуткам не буде загрози з боку Осі принаймні до травня, тому перекинули частику сил на підтримку Греції та збереження статус-кво на Балканах, щоб запобігти окупації Німеччиною чи Італією додаткових країн. Після обговорення з грецьким урядом було вирішено направити значні експедиційні сили.
27 лютого в результаті 1-ша бронетанкова бригада була виведена зі складу дивізії і передана до складу експедиційного корпусу. 18 березня він прибув до Греції з двома бронетанковими полками, до складу яких входило 52 крейсерських і 52 легких танка. Дивізія також виділила на користь експедиційних сил, ще низку підрозділів, які згодом брали участь у битві за Грецію.
У березні залишки 2-ї бронетанкової дивізії вирушили з Єгипету до Лівії. Під час передислокації значна кількість бронетехніки вийшла з ладу з технічних причин. Тому, частку бронетанкових підрозділів озброїли трофейними італійськими танками M13/40. Незважаючи на хорошу 47-мм протитанкову гармату, M13 був повільним, незручним і механічно ненадійним. Британські танки також були ненадійними, оскільки їх ресурс двигунів був вичерпаний. На кінець березня дивізія мала 102 танки.
Після розгрому 10-ї армії Італія направила додаткові підкріплення на лінію фронту. Це включало чотири піхотні дивізії, 102-гу моторизовану дивізію «Тренто» та 132-гу бронетанкову дивізію «Арієте». Гітлерівська Німеччина посилила їх своїм потужним Африканським корпусом із двох дивізій (генерал-лейтенант Ервін Роммель). Наприкінці березня німецька 5-та легка дивізія (147 танків) і дивізія «Арієте» (46 M13/40) були на кордоні Киренаїки. Британці недооцінили швидкість реагування та міць військ Осі, вважаючи, що лише чотири дивізії будуть доступні їм до застосування до кінця травня, з яких лише дві можуть бути використані в наступальних операціях через обмеження постачання. Повітряна розвідка Королівських повітряних сил спостерігала за пересуванням військ країн Осі в бік Киренаїки, а 25 лютого помітила німецькі бронемашини, які за швидкістю та озброєнням перевершували ті, що використовувалися 2-ю бронетанковою дивізією.
31 березня німецько-італійські війська відновили наступ і вступили в бій відразу після світанку. Німецька 5-та легка дивізія повідомила про участь до п'яти британських танків у двох безрезультатних боях без втрат з обох сторін. До 09:00 3-тя бронетанкова бригада почала плановий відхід. Після 10:00 німецькі війська атакували 2-у групу забезпечення. Бої тривали протягом дня, британці відбили кілька нападів, у тому числі атаки німецьких пікіруючих бомбардувальників Junkers Ju 87 «Штука». Наступного ранку німці захопили Мерса-Брегу. Бої коштували дивізії втрати 59 чоловіків, одного танка, восьми універсальних транспортерів та багато інших транспортних засобів.
Німці продовжили переслідування і 2 квітня атакували 2-гу групу підтримки. На фланзі 3-тя бронетанкова бригада продовжувала відступати, хоча лише зі швидкістю 11 км/год, щоб зрівнятися з найповільнішими машинами, які буксирували артилерію. Вранці 3 квітня 3-тя бронетанкова бригада відступила до Антелата (приблизно 50 км на північний схід від Агедабії, на півдорозі до Мсуса) і була виявлена німецькою повітряною розвідкою. Під тиском німецьких маневрених сил британські підрозділи продовжували відступати на схід. 4 квітня війська Осі увійшли в Бенгазі, покинутий союзниками.
Британське командування ухвалило рішення відступити дали від Джебель-Ачдара, а 2-у бронетанкову дивізію зосередити в Мечілі, щоб прикрити відхід австралійської піхоти. 6 квітня сили Осі продовжили наступ у напряму на Мечілі, маючи намір просунутися до узбережжя й таким чином оточити відступаючі війська союзників. Дивізія розпочала день із 8 крейсерськими, 14 легкими танками та 2 М13. В результаті боїв, втрати управління та взаємодії між підрозділами військ союзників дивізія швидко втратила свій бойовий потенціал.
7 квітня, після цієї невдачі союзників сили Осі атакували гарнізон. Гамб'є-Паррі вирішив здатися, щоб уникнути подальших втрат, і бої припинилися о 08:00. Приблизно 3000 військових союзників потрапили в полон у Мечілі, включно з Гамб'є-Паррі та Воганом. Щонайменше 150 чоловіків відмовилися капітулювати. Вони без перешкод пройшли через позиції країн Осі на неброньованих машинах. Більшість цієї невеликої сили дійшла до Тобрука, захопивши полонених по дорозі.
10 травня 1941 року 2-га бронетанкова дивізія була розформована. Частини, що входили до складу дивізії, продовжували війну з іншими формуваннями. У жовтні 1941 року XXX корпус був сформований з офіцерів, переважно із залишків штабу 2-ї бронетанкової дивізії.